# Nikolaj Gerasimovič Pomjalovskij
Nikolaj Gerasimovič Pomjalovskij in russo Николай Герасимович Помяловский? (San Pietroburgo, 1835 – San Pietroburgo, 1863) è stato uno scrittore russo.

## Biografia
Figlio di un diacono, studiò in seminario e fece poi il maestro. Influenzato nel pensiero da Nikolaj Gavrilovič Černyševskij e da Dmitrij Ivanovič Pisarev, scrisse vari romanzi (Molotov, Fratello e sorella, ecc.) di intonazione sociale, tra i quali merita soprattutto ricordare Schizzi della vita di bursa (1862-63), fosco quadro della vita e dell'educazione nelle scuole ecclesiastiche (bursa) in epoca zarista.
Il libro, di notevole valore documentario, all'epoca suscitò vivaci discussioni e polemiche. Ispirò numerosi scrittori, tra i quali si può citare Gusev-Orenburgskij.